# Coccorchestes spark
Espèce
Coccorchestes spark est une espèce d'araignées aranéomorphes de la famille des Salticidae.

## Distribution
Cette espèce est endémique de Nouvelle-Guinée occidentale en Indonésie. Elle se rencontre dans le kabupaten des monts Arfak vers Menyambaouw.

## Description
Le mâle holotype mesure 2,87 mm et la femelle paratype 3,02 mm.

## Systématique et taxinomie
Cette espèce a été décrite par Lin et Li en 2024.

## Publication originale
- Lin, Li, Mo & Wang, 2024 : « Thirty-eight spider species (Arachnida: Araneae) from China, Indonesia, Japan and Vietnam. » Zoological Systematics, vol. 49, no 1, p. 4-98.